# Baculifera tobleri
Baculifera tobleri är en lavart som först beskrevs av Alexander Zahlbruckner och fick sitt nu gällande namn av Bernhard Marbach 2000. 
Baculifera tobleri ingår i släktet Baculifera och familjen Caliciaceae. Inga underarter finns listade i Catalogue of Life.